# Sterylność behawioralna
Sterylność behawioralna – postzygotyczna zewnętrzna bariera rozrodcza polegająca na występowaniu u mieszańców międzygatunkowych zmniejszonej zdolności do zdobywania partnerów do rozrodu w porównaniu z gatunkami rodzicielskimi.
Osobniki danego gatunku zazwyczaj mniej lub bardziej swobodnie krzyżują się ze sobą, tworząc wspólną pulę genową. Jednakże w przypadku różnych, nawet blisko spokrewnionych ze sobą gatunków przepływ genów podlega ograniczeniom, zwanym barierami rozrodczymi czy też mechanizmami izolacji. Dzięki nim pule genowe różnych od siebie gatunków zachowują odrębność. Wystąpienie większych lub mniejszych barier rozrodczych jest kluczowe w powstawaniu nowych gatunków.
Bariery rozrodcze podzielić można na:
- bariery zapobiegające kojarzeniu
  - izolacja ekologiczna (izolacja czasowa i izolacja siedliskowa)
  - izolacja behawioralna
  - izolacja przez zwierzęta zapylające
- bariery prezygotyczne (zapobiegające powstaniu zygoty) występujące po kojarzeniu
  - bariera mechaniczna
  - różnice zachowań kopulacyjnych
  - izolacja gametyczna
- bariery postzygotyczne (powstają zygoty mieszańcowe, ale o obniżonym dostosowaniu)
  - zewnętrzne (obniżone dostosowanie jest zależne od warunków środowiskowych)
  - wewnętrzne (obniżone dostosowanie jest stosunkowo niezależne od czynników środowiskowych)[3].

Bariery postzygotyczne dotyczą mieszańców (hybryd) powstałych na skutek kopulacji między osobnikami różnych gatunków. Obniżają ich żywotność czy też rozrodczość, a w konsekwencji utrudniają czy uniemożliwiają hybrydom wprowadzanie genów obcego gatunku do puli genowej populacji rodzicielskich drogą kojarzenia wstecznego. Bariery te dzieli się z uwagi na udział czynników środowiskowych w ich powstaniu na wewnętrzne i zewnętrzne. Do wewnętrznych zalicza się zmniejszoną żywotność mieszańców i sterylność mieszańców, do zewnętrznych zaś stabilność ekologiczną i właśnie sterylność behawioralną.
Sterylność behawioralna polega na zmniejszonej zdolności mieszańców do zdobywania partnerów do rozrodu.
Przykładem sterylności behawioralnej jest zjawisko opisane przez Gottsberger i Mayera (2007) u prostoskrzydłych z dwóch sympatrycznych gatunków Chorthippus biguttulus i Chorthippus brunneus. Samce rzeczonych prostoskrzydłych wabią samice wyszukanymi pieśniami. Niekiedy zdarza im się rozmnażać z samicą nie własnego, ale drugiego gatunku, wydając na świat mieszańce. Powstałe w ten sposób samce również przystępują do zalotów. Wydają dźwięki o cechach pośrednich pomiędzy pieśniami osobników gatunków macierzystych, tracąc przy tym regularność i wypracowanie oryginalnych pieśni. Samice obu gatunków macierzystych preferują pieśni samców należących do obu gatunków macierzystych, a więc z pokolenia F0. W efekcie samce mieszańcowe pokoleń F1 i F2 mają mniejsze szanse na przystąpienie do rozrodu niżeli samce pokolenia F0.